# 威廉·威克菲尔德·鲍姆
威廉·威克菲尔德·鲍姆（英語：William Wakefield Baum；1926年11月21日—2015年7月23日）是天主教美國籍司鐸級樞機。在世時曾是宗座聖赦院大院長。

## 生平
威廉·威克菲尔德·鲍姆於1954年6月13日在美國德克薩斯州達拉斯縣首府達拉斯出生。他於1951年5月12日在堪薩斯城教區晉鐸。
他於1970年4月6日晉牧，並獲教宗保祿六世任命為斯普林菲爾德-開普吉拉多教區主教。1973年至1980年間曾擔任華盛頓總教區總主教。1976年5月24日，保祿六世將他擢升為司鐸級樞機。
於1980年，被調任到聖座成為教育部部長。1990年4月6日改任為聖座聖赦院大院長。直至2001年11月22日榮休，並由類斯·德馬吉斯特裡斯接任成為聖赦院大院長。
他於2015年7月26日去世，終年88歲。遺體在華盛頓哥倫比亞特區聖瑪竇主教座堂安葬。

## 牧徽

威廉·威克菲尔德·鲍姆枢机牧徽